# Sledgehammer (canción de Peter Gabriel)
«Sledgehammer» es una canción del músico de rock británico Peter Gabriel. Fue lanzada el 21 de abril de 1986 como el sencillo principal de su quinto álbum de estudio, So (1986), y fue producida por Gabriel y Daniel Lanois. La canción alcanzó el primer puesto de las listas canadienses el 21 de julio de 1986, donde permaneció cuatro semanas. En Estados Unidos, alcanzó el primer puesto de la lista Billboard Hot 100 el 26 de julio de 1986. En el Reino Unido, alcanzó el número cuatro en la UK Singles Chart, en parte gracias a su vídeo musical. Fue su single de mayor éxito en Norteamérica y empató con «Games Without Frontiers» como su single de mayor éxito en el Reino Unido.
El vídeo musical de la canción recibió nueve premios MTV Video Music Awards en la edición de 1987, todo un récord, así como el galardón al mejor vídeo británico en los Brit Awards de 1987. Además, Gabriel fue nominado a tres premios Grammy. La canción fue galardonada con los premios a la Mejor Interpretación Vocal Masculina de Rock, Grabación del Año y Canción del Año. En una encuesta realizada en 2005 por Channel 4, el vídeo musical ocupó el segundo lugar en su lista de los 100 mejores vídeos pop.

## Historia
Sledgehammer fue una de las últimas composiciones que se grabaron para el álbum y se presentó a la banda cuando estaban recogiendo su equipo. La intención original era incluir la canción en el siguiente álbum de Gabriel, tras el lanzamiento de So. Manu Katché estaba a punto de subir a un taxi y regresar a casa en París cuando Gabriel le convenció para grabar la canción. Katché grabó su parte en una sola toma y Gabriel le pidió que grabara algunas pasadas más. Sin embargo, Katché afirmó que cualquier intento posterior de grabar otra pista de batería sería inferior. El bajista Tony Levin recordó que Katché «seguía la dirección a la que parecía llevarnos la música, y [él es] muy bueno siguiendo esa dirección con su propio estilo... Eso es lo que yo intento hacer con el bajo». Levin decidió grabar su parte con un bajo sin trastes y una púa. Gabriel observó que la música soul le influyó a la hora de componer «Sledgehammer», y también contempló la posibilidad de grabar un álbum de música soul, compuesto por una combinación de versiones y composiciones originales.

"As a teenager, soul music was one of the things that made me want to be a musician. It was really passionate and exciting... Wayne Jackson, who plays on that track, was also with Otis Redding and was touring with him when I saw them in London. So that was a thrill for me, just to get a whole lot of fan stories. But I think the song was more influenced by many of those Stax and Atlantic tracks rather than Otis particularly."
("Cuando era adolescente, la música soul fue una de las cosas que me hizo querer ser músico. Era realmente apasionante y excitante... Wayne Jackson, que toca en ese tema, también estuvo con Otis Redding y estaba de gira con él cuando los vi en Londres. Así que fue emocionante para mí, recibir un montón de historias de fans. Pero creo que la canción estaba más influenciada por muchos de esos temas de Stax y Atlantic que por Otis en particular".)
Peter Gabriel, Julio 1986

La canción también incluye una flauta shakuhachi sintetizada generada con un sampler E-mu Emulator II. Gabriel dijo que el «sonido de órgano barato» proviene de un caro sintetizador Prophet-5, al que considera «un viejo caballo de batalla». Los coros fueron hechos por P. P. Arnold, Coral «Chyna Whyne» Gordon y Dee Lewis, que también hizo los coros de «Big Time».
«Sledgehammer» es el único número 1 de Gabriel en Estados Unidos. Sustituyó a «Invisible Touch», de su antigua banda Genesis; casualmente, el único número 1 de ese grupo en Estados Unidos. El cantante de Genesis, Phil Collins, bromeó más tarde sobre el suceso en una entrevista de 2014, afirmando: «Leí recientemente que Peter Gabriel nos desbancó del número 1 con “Sledgehammer”. No éramos conscientes de ello en ese momento. Si lo hubiéramos sido, probablemente le habríamos enviado un telegrama diciendo: 'Enhorabuena, cabrón'".
«Sledgehammer» también alcanzó el éxito en otras listas Billboard en 1986, abarcando el Album Rock Tracks (dos semanas en la cima en mayo y junio) y el Hot Dance Club Play (una semana en la cima de esta lista en julio). Alcanzó el número 1 en Canadá, el número 3 en el Top Singles de Europa, el número 7 en Alemania y el número 2 en Australia.

## Recepción y legado
«Sledgehammer» ha sido descrita como dance-rock, funk rock y soul. Ryan Reed de Paste calificó la canción de «blue-eyed soul-strut» bailable, Trouser Press la puso como ejemplo de la «música característicamente sofisticada» de Gabriel, que en este caso «roza el funk».  Stewart Mason, de AllMusic, opinó que «los cimientos más terrenales de Sledgehammer evitan que la canción se distraiga del ritmo contundente y contoneante de su núcleo», y añadió que «no es su obra maestra, pero probablemente sea su mejor canción pop». Los intentos posteriores de reescribirla, como la triste 'Steam' de 1992, no funcionaron ni la mitad de bien".

## Vídeo musical
El vídeo musical de «Sledgehammer» fue encargado por Tessa Watts a Virgin Records, dirigido por Stephen R. Johnson y producido por Adam Whittaker. Aardman Animations y los hermanos Quay se encargaron de la animación con plastilina, pixilación y stop motion que dio vida a las imágenes de la canción. Muchas de estas técnicas se habían empleado en vídeos musicales anteriores, como el éxito de 1985 de Talking Heads «Road to Nowhere», también dirigido por Johnson. El estilo se utilizó más tarde en el vídeo de «Big Time», otro sencillo de So.
Gabriel estuvo 16 horas tumbado bajo un cristal mientras rodaba el vídeo fotograma a fotograma. Dos gallinas muertas, sin cabeza ni plumas, fueron animadas con stop-motion y aparecen bailando al ritmo del solo de shakuhachi sintetizado. Esta sección fue animada por Nick Park, de Aardman Animations, que en aquel momento estaba perfeccionando su trabajo de animación con plastilina. El vídeo terminaba con un numeroso grupo de extras que giraban espasmódicamente alrededor de Gabriel, entre ellos sus hijas Anna-Marie y Melanie, los propios animadores y la novia del director Stephen Johnson. También se incluían seis mujeres que se hacían pasar por coristas de la canción.
Sledgehammer, un gran éxito de la televisión musical, ganó nueve premios MTV Video Music Awards en 1987, el mayor número de premios que ha ganado un solo vídeo y se situó en el número cuatro de los 100 mejores vídeos musicales de la historia de MTV (1999). También ha sido declarado el vídeo animado número uno de todos los tiempos por la MTV. El vídeo fue votado en el puesto número siete de los 50 vídeos definitivos que debes ver de TMF, que se emitió por primera vez el 24 de junio de 2006. Se situó en el número 2 de los «20 mejores vídeos de los 80» de VH1 y en el número 1 de «Amazing Moment in Music» del programa de televisión australiano 20 to 1 en 2007. Ganó el premio al mejor vídeo británico en los Brit Awards de 1987 y fue nominado en la categoría de mejor vídeo musical en la primera edición de los Soul Train Music Awards de ese mismo año.
Según la revista Time, el vídeo musical de «Sledgehammer» es el más reproducido de todos los tiempos en la MTV.
El vídeo musical se remasterizó en resolución 4K, y se estrenó en 2018 a través de Apple Music.